# Boutheina Jabnoun Marai
Boutheina Jabnoun Marai (Tunisia tiếng Ả Rập: بثينة جبنون مرعي) là một nhà báo và tạp chí xuất bản Tunisia. Cô là đồng sở hữu và tổng biên tập của tạp chí Bouthaina. Cô hiện đang cư trú tại Abu Dhabi, Các tiểu vương quốc Ả Rập thống nhất.